# 붉은잎원숭이
붉은잎원숭이, 마룬랑구르 또는 마룬잎원숭이(Presbytis rubicunda)는 긴꼬리원숭이과에 속하는 영장류의 일종이다. 동남아시아의 보르네오섬과 그곳에서 인접한 더 작은 카리마타 제도에서 발견된다.

## 아종
- 뮬러마룬랑구르 (P. r. rubicunda)
- P. r. rubida
- P. r. ignita
- 다비스마룬랑구르 (P. r. chrysea)
- 카리마타섬마룬랑구르 (P. r. carimatae)